# Île Petit-de-Grat
L'île Petit-de-Grat est une île de la Nouvelle-Écosse, au Canada. Administrativement, elle fait partie du comté de Richmond.

## Géographie
L'île Petit-de-Grat est située à l'est de l'isle Madame, avec laquelle elle est reliée par un pont. Elle est bordée au sud par la baie de Chedabouctou, à l'est par l'océan Atlantique et au nord par la baie des Rochers.
L'île compte trois villages. Le principal, Petit-de-Grat, est sur la côte ouest. Sampsons Cove, Petite-Anse et la Pointe Alderney sont situés sur la côte est.